# 韋夫斯 (北卡羅萊納州)
韋夫斯（英語：Waves）是位於美國北卡羅萊納州戴爾縣的普查規定居民點。

## 人口
根據2020年美國人口普查的數據，韋夫斯的面積為1.78平方千米，當中陸地面積為1.75平方千米，而水域面積為0.03平方千米。當地共有人口172人，而人口密度為每平方千米96.63人。